# Stare Polichno
Stare Polichno [pronunciación en polaco: /ˈstarɛ pɔˈlixnɔ/] (en alemán: Pollychen) es un pueblo en el distrito administrativo de Gmina Santok, dentro del Distrito de Gorzów, Voivodato de Lubusz, en Polonia occidental. Se encuentra aproximadamente 3 kilómetros al sur de Santok y 12 kilómetros al este de Gorzów Wielkopolski.
El pueblo tiene una población de 713 habitantes.